# Alex Sirvent
Alejandro Mariano Sirvent Bartón (Ciudad Satélite, Estado de México; 18 de octubre de 1979), más conocido como Alex Sirvent, es un actor, compositor y cantante mexicano que inició su carrera en los espectáculos a temprana edad cuando fue miembro del grupo La Onda Vaselina, sin embargo es mayormente conocido por haber sido integrante del grupo Mercurio. Es hermano mayor de la también cantante Paty Sirvent, conocida por ser parte de los miembros fundadores del grupo Jeans.

## Biografía
Comenzó su carrera a los 13 años de edad en 1992 tras integrarse al grupo La Onda Vaselina (hoy 'OV7') como reemplazo de Gonzalo Alva, años después alcanzó mucha fama por formar parte del grupo Mercurio siendo el único integrante que duró desde sus inicios hasta su disolución a causa de su salida que ocasionó el declive y la posterior separación de la agrupación.
Tras abandonar la agrupación que le dio popularidad, inició su carrera como solista e ingresó al CEA, (Centro de Educación Artística de Televisa) y luego de egresar comenzó su carrera como actor en la telenovela Corazones al límite en 2004 y en 2005 Contra viento y marea, participó en el musical VASELINA 2MIL6. Posteriormente la cadena Telemundo lo invitó a participar como uno de los protagonistas de la telenovela Madre Luna.
En 2008, regresó a México para hacer la telenovela Un gancho al corazón.
En 2009 se integró a la obra Sicario.
En 2010, interpretó a Alcides en la telenovela mexicana Para volver a amar. Simultáneamente realizaba la música de la telenovela Llena de amor.
En 2012, dio vida a Rafael en la telenovela Amor bravío y compuso la música de la telenovela Abismo de pasión.
En 2013, interpretó a Mauro Montesinos en su etapa joven en la telenovela Quiero amarte, su personaje regresa en los capítulos finales. Simultáneamente realizó la música de la telenovela Lo que la vida me robó y en 2014, se integró a ella en su recta final dando vida a Erik, y se integró al elenco de La sombra del pasado con el personaje de Emmanuel Zapata. En 2015 hace la música incidental de Que te perdone Dios y la publica por medio del álbum Green. Y en 2016 realiza y publica la música de la telenovela Tres veces Ana. Por último en 2017 realiza la música de la nueva novela de Angelli Nesma, Me declaro culpable además de crear dos canciones: la primera canta a dueto con Irina Baeva y la otra Baeva canta el tema Te quiero junto a Juan Diego Covarrubias.
En cine ha hecho películas como Siete años de matrimonio y El arribo de Conrado Sierra, y en 2015, viajó a España para ser parte de la película Santiago Apóstol. Ha participado en series de televisión como Señor Ávila (HBO) y en 2015 se estrenará como uno de los protagonistas en la obra de teatro Las criadas junto a los actores Alejandro Camacho y Mauricio Islas.

### Compositor
En la última producción discográfica del grupo Mercurio, se dio a conocer como compositor con los temas: "Más Que Enamorado" y "Quimera". 
Participó en la banda sonora de las telenovelas "Amigas y rivales", con cuatro canciones, "Amigas y Rivales", "No Sabes Cuánto", "Ellas" y "Al Ataque, Feo". Así mismo, del disco de la telenovela "Corazones al límite", hay ocho canciones suyas: "Sobreviviré", "Volvamos A Empezar", "Por Calor", "Amando Así", "Inseparables", "Toma Mi Mano", "Corazón, Corazón" y "Me Vales". De igual manera, Ana Patricia Rojo interpretó para una novela el tema "Desesperadamente". Hay que resaltar que ha compuesto canciones para Jeans, Mariana Ochoa ("Tan Enamorada"), Diego González ("Siempre Te Amaré").

- La Onda Vaselina
- Mercurio

## Filmografía

### Cine
- Cuernito Armani (2016) Mario
- Santiago Apóstol (2017) Teodoro[1]

### Telenovelas
- Corazones al límite (2004) Eduardo Arellano Gómez
- Contra viento y marea (2005) José María "Chema"
- Yo amo a Juan Querendón (2007 - 2008) Héctor
- Madre Luna (2007-2008) Valentín Aguirre
- Un gancho al corazón (2008-2009) Rolando Klunder
- Para volver a amar (2010-2011) Alcídes
- Amor bravío (2012) Rafael Quintana
- Abismo de pasión (2012)

Junto a ti y Dulcinea. 
- Quiero amarte (2013) Mauro Montesinos (joven) / Marco Antonio Linares / Mauro Montesinos Martínez.
- Lo que la vida me robó (2013-2014) Erik
- La sombra del pasado (2014-2015) Emanuel Zapata Nava / Emanuel Mendoza Lozada
- Las amazonas (2016) Fabrizio Allende
- Por amar sin ley (2018) Arturo Hernández / Edgar Cardozo
- Educando a Nina (2018) Antonio Aguirre

### Presentador de TV
- Arriba la tarde (Amás) (2021)
- Venga la alegría fin de semana (2021-2024)

### Realitys shows
- Exatlón México (2018-2020) - Presentador, Host digital[2]
- Survivor México (2020) - Participante[3]

## Teatro
- Vaselina 2mil6 Kiko (2006)
- Sicario (2009)
- Godspell (2014)
- Las criadas (2015)
- Marta tiene un marcapasos (2016)
- El otro lado de la cama (2017)
- Cuarteto de una pasión (2018)
- Cats (2019)
- Fiebre de sábado por la noche (2022) Tony Manero